# دريقة صغيرة الأزهار
دريقة صغيرة الأزهار (الاسم العلمي:Aspidistra minutiflora) هي نوع من النباتات تتبع جنس الدريقة من الفصيلة الهليونية. تم وصف هذا النوع من النبات علمياً لأول مرة من قبل أتو ستابف سنة 1903.